# حاجي حسن (ماكو)
حاجي حسن هي قرية في مقاطعة ماكو، إيران. عدد سكان هذه القرية هو 108 في سنة 2006.